# دينامو (ساحر)
دينامو (بالإنجليزية: Dynamo)‏ إسمه الحقيقي ستيفن فراين (بالإنجليزية: Steven Frayne)‏ وهو ساحر و فنان وهم إنجليزي ولد في يوم 17 ديسمبر 1982 في مدينة برادفورد في غرب يوركشير في إنجلترا في المملكة المتحدة، عرف من خلال عدة عروض قام بها أمام الجماهير.

## روابط خارجية
- دينامو على موقع IMDb (الإنجليزية)
- دينامو على موقع قاعدة بيانات الفيلم (الإنجليزية)